# Биопсихосоцијални приступ инвалидности
Биопсихосоцијални приступ инвалидности (БСПИ) је  према дефиниције СЗО кохерентан поглед на различите перспективе здравља са биолошког, социјалног и индивидуалног аспекта”. Овим приступом на инвалидност се гледа као на негативан аспект интеракције између индивидуе, њеног здравственог стања и контекстуалних фактора.
Стручњацима овај модел нуди начине за пружање интердисциплинарне и индивидуализоване услуге особама са инвалидитетом, засноване на принципима избора и одлуке.

## Основне информације
Нарушено здравствено стање (као резултат акутне или хроничне болести, повреда или траума), оставља последице у виду:
- Оштећења (губитка или абнормалности телесне структуре или физиолошке функције),

- Промена у активностима (односно, у природи и интензитету функционисања особе)

- Промена у партиципацији (природи и интензитету индивидуалног укључивања у животне ситуације).

Сваке од ових последица оштећеног здравственог стања може да делује као констектуални фактори у које спадају:
- Лични фактори, пол, узраст, кондиција, животни стил, обичаји, васпитање, социјални статус, едукација, професија, искуство, карактер итд. Сви или само неки од ових фактора могу играти улогу у онеспособљењу на било ком нивоу.
- Фактори средине,  физичко и друштвено окружење и ставови окружења у којем људи живе и воде своје животе. Ови фактори су спољашњи за појединца и могу имати позитиван или негативан утицај на његово понашање као члана друштва, на способност појединца за извршавање радњи или задатака или на његову телесну функцију или структуру.

## Значај
Како биопсихосоцијални приступ инвалидности почива у промоцији позитивних концепата и пуног признавања доприноса различитих приступа и њихових представника (здравствени радници, стручњаци за рехабилитацију, корисници и пружаоци услуга), као и различитих димензија инвалидности, он представља веома корисно:
- оруђе за подизање свести јавности по питањима инвалидности,
- метод за развијање свеобухватних информатичких система и истраживања на тему инвалидности.
- средство које помаже при дефинисању политика и стратегија, за укључивању инвалидности у токове свакодневног живота у различитим услужним секторима.

Захваљујући овом моделу настале су промене у образаца инвалидности које су се се десила у протеклих неколико деценија, што је видљиво у многим областима, укључујући и развој  међународног законодавства о питањима права особа са инвалидитетом.